# شفيق (اسم)
شفيق هو اسم علم مذكر من أصل عربي، ومعناه هو الحريص على الخير والصلاح.

## شخصيات تحمل الاسم
- شفيق أسعد (سياسي إسرائيلي، 10 أبريل 1937 – 6 يونيو 2004)
- شفيق أكير (1877 – 6 فبراير 1964)
- شفيق الحوت (سياسي فلسطيني، 13 يناير 1932 – 2 أغسطس 2009)
- شفيق الوزان (سياسي لبناني، 16 يناير 1925 – 8 يوليو 1999)
- شفيق حنضل (سياسي سلفادوري، 13 أكتوبر 1930 – 24 يناير 2006)
- شفيق رحيم (لاعب كرة قدم ماليزي، 5 يوليو 1987[3] – )
- شفيق رشادي (سياسي مغربي، 21 أكتوبر 1963 – )
- شفيق شيتو (ملاكم بنيني، 23 مايو 1985 – )
- شفيق عبود (22 نوفمبر 1926[4][5][6] – 8 أبريل 2004[4][5])
- شفيق عدس (1900 – 23 سبتمبر 1948)

## وصلات خارجية
- موسوعة السلطان قابوس لأسماء العرب نسخة محفوظة 5 أبريل 2019 على موقع واي باك مشين.